# Dahira obliquifascia
Dahira obliquifascia là một loài bướm đêm thuộc họ Sphingidae. Loài này có ở đông bắc Ấn Độ, Nepal, Thái Lan, phía nam Trung Quốc, Đài Loan, Việt Nam và Malaysia bán đảo.
Sải cánh khoảng 78 mm.